# CD híbrido
Un CD o DVD híbrido es un CD que contiene información que puede ser usada en lugares diferentes, como por ejemplo en 2 S.O. diferentes, como Windows y Mac.
También puede referirse a CD híbrido cuando hablamos de un CD que puede ser reproducido en un PC y en un reproductor de Audio o DVD.
- Datos: Q5736989